# Ernardo Gómez
Ernardo Gómez (ur. 30 lipca 1982 w Caracas) – wenezuelski siatkarz, atakujący, wielokrotny reprezentant kraju. Od sezonu 2018/2019 występuje w drużynie Hapoel Kefar Sawa.

## Kariera siatkarska
Ernardo Gomez był zafascynowany piłką siatkową od najmłodszych lat. Dyscyplinę tę zaczął uprawiać w wieku 11 lat.
W 1995 roku, nie mając jeszcze 13 lat, pojawił się na treningu prowadzonym przez kubańskiego trenera Davida Suareza, odpowiedzialnego w wenezuelskiej federacji za wyszukiwanie młodych talentów. Pokazał się z bardzo dobrej strony i od tej pory zaczął trenować z młodzikami.
Wymagania były wysokie, a na dodatek Gomez tęsknił za domem i rodziną. Musiał też grać ze starszymi, większymi i bardziej ogranymi zawodnikami, gdyż jego kategoria wiekowa w ogóle nie istniała. Jednak już po trzech latach ciężka praca przyniosła efekty. Jako szesnastolatek Gomez zadebiutował w seniorskiej reprezentacji kraju, wchodząc na boisku z ławki w czasie Pucharu Ameryki, zastępując Jose Matheusa.

### Początki, czyliBolívar
Karierę zawodniczą rozpoczynał w wenezuelskim klubie Bolívar, nabierając doświadczenia nie tylko w klubie, ale również w reprezentacjach juniorskich.
Pod koniec lat 90. zbierał doświadczenie na różnego rodzaju turniejach juniorskich, na wszystkich będąc wyróżniająca się postacią. W 1997 roku wywalczył czwarte miejsce na Mistrzostwach Świata Juniorów w Bahrajnie, kiedy to złote medale zdobywali polscy zawodnicy pod wodzą trenera Mazura. Jednak wówczas Gomez był od nich o blisko pięć lat młodszy.
Dwa lata później, będąc już liderem reprezentacji Wenezueli kadetów, zajął z nią drugie miejsce na Mistrzostwach Świata w Arabii Saudyjskiej. Grał też na mistrzostwach juniorów w Tajlandii i ponownie jego zespołowi przypadło czwarte miejsce.

### Wyjazd do Brazylii
Gomez szybko stał się gwiazdą słabej ligi wenezuelskiej, co przyczyniło się do wyjazdu za granicę. Przed sezonem przeniósł się do brazylijskiego zespołu Sport Club Ulbra, gdzie występował przez jeden sezon.
Ze swoim zespołem osiągnął jednak dobry wynik, zajmując 2. miejsce w Lidze Południowej (South Liga). Był tam jednym z lepszych zawodników, dzięki czemu otrzymał propozycję gry w Europy.

### Rozkwit kariery wOlympiakosie
Od 2000 roku reprezentował barwy Olympiakosu CP, gdzie z miejsca stał się gwiazdą. W drużynie z Pireusu odniósł swoje pierwsze i największe sukcesy w karierze. Już w pierwszym sezonie w Grecji wywalczył pierwsze w swojej karierze mistrzostwo (2000/01).
Następnie przyszły Mistrzostwa Świata Juniorów we Wrocławiu w roku 2001, gdzie zagrał fantastycznie, stając się ulubieńcem publiczności. Postawa 19-letniego wówczas Gomeza walnie przyczyniła się do wywalczenie przez wenezuelski zespół brązowego medalu.
W 2001 roku Gomez brał udział wraz z reprezentacją swojego kraju w rozgrywkach Ligi Światowej. Wenezuela zdołała w niej wygrać trzy spotkania, w tym jedno z Polską, a popularny Harry był już niekwestionowanym liderem drużyny. Dosyć nieoczekiwanie został też najlepiej punktującym zawodnikiem rundy interkontynentalnej Ligi Światowej.
Razem z Olympiakosem wystartował w turnieju finałowym Ligi Mistrzów, w edycji 2001/2002, w który Grecy zajęli drugie miejsce, a sam Gomez został najlepiej punktującym zawodnikiem turnieju Final Four.
W 2002 roku miał okazję zadebiutować na Mistrzostwach Świata. We wszystkich trzech meczach swojej reprezentacji – z Brazylią, Egiptem i USA, zagrał bardzo dobrze i był zdecydowanie najlepszym graczem swojej reprezentacji. Wenezuela nie zdołała jednak awansować nawet do najlepszej „szesnastki” i została sklasyfikowana na 17. pozycji.
W sezonie 2002/03 po raz drugi wywalczył mistrzostwo ligi greckiej, zaś w 2003 roku odniósł największy sukces ze swoją reprezentacją wygrywając z nią Igrzyska Panamerykańskie.

### Przeprowadzka do Aten
W 2004 roku opuścił Olympiakos i przeniósł się do zespołu lokalnego rywala zawodników z Pireusu – ateńskiego Panathinaikosu.
W zespole Wszechateńskich koniczynek grał do 2006 roku. Był jednym z głównych filarów drużyny. Z zespołem zdobył po raz trzeci w swojej karierze mistrzostwo Grecji (2005/06). Ponadto jego zespół zajął trzecie miejsce w rozgrywkach Pucharu CEV.
Po zdobyciu trzeciego tytułu mistrzowskiego w Grecji postanowił wyjechać do Japonii.

### Japoński epizod
Okres spędzony w klubie Toyoda Gosei nie należy do udanych w jego karierze. W japońskim zespole nie prezentował swoich nieprzeciętnych umiejętności, czego efektem był powrót do Panathinaikosu jeszcze przed końcem sezonu 2006/2007.
Podczas pobytu w Japonii otrzymał powołanie na Mistrzostwa Świata, które odbywały się właśnie w Kraju Kwitnącej Wiśni. Jednak forma prezentowana w klubie przełożyła się na postawę w reprezentacji. Pomimo dwóch wygranych meczów Wenezuelczykom ponownie nie udało się awansować do czołowej „szesnastki” czempionatu.

### Turecka przygoda
W sezonie 2007/2008 Ernando reprezentuje barwy tureckiego Fenerbahce Stambuł. Ze swoim zespołem występuje w europejskich pucharach, w Challenge Cup.

## Sukcesy klubowe
Superpuchar Grecji:
- 2000

Puchar Grecji:
- 2001, 2015

Mistrzostwo Grecji:
- 2001, 2003, 2006, 2015, 2017
- 2002, 2004
- 2005

Liga Mistrzów:
- 2002

Puchar CEV:
- 2006

Puchar Turcji:
- 2008

Mistrzostwo Turcji:
- 2008

## Sukcesy reprezentacyjne
Mistrzostwa Świata Kadetów:
- 1999

Mistrzostwa Świata Juniorów:
- 2001

Igrzyska Panamerykańskie:
- 2003

## Nagrody indywidualne
- 1999: Najlepszy punktujący Mistrzostw Świata Kadetów[3]
- 2001: Najlepszy punktujący fazy interkontynentalnej Ligi Światowej
- 2001: MVP i najlepszy punktujący Mistrzostw Świata Juniorów
- 2002: Najlepszy punktujący Ligi Mistrzów[4]
- 2003: MVP i najlepszy atakujący Igrzysk Panamerykańskich